# Montaillou
Montaillou è un comune francese di 34 abitanti situato nel dipartimento dell'Ariège nella regione dell'Occitania.
Montaillou è conosciuto per essere il soggetto del libro Storia di un paese: Montaillou. Un villaggio occitanico durante l'Inquisizione. (1294-1324) di Emmanuel Le Roy Ladurie. Tale saggio storico analizza in gran dettaglio il villaggio per un arco di tempo trentennale, a partire dal 1294, ed è basato su dei documenti redatti all'epoca da Jacques Fournier, futuro Papa Benedetto XII.

## Monumenti
- Chiesa di Nostra Signora chiesa parrocchiale

## Società

### Evoluzione demografica
Abitanti censiti